# Bevegemse Vijvers

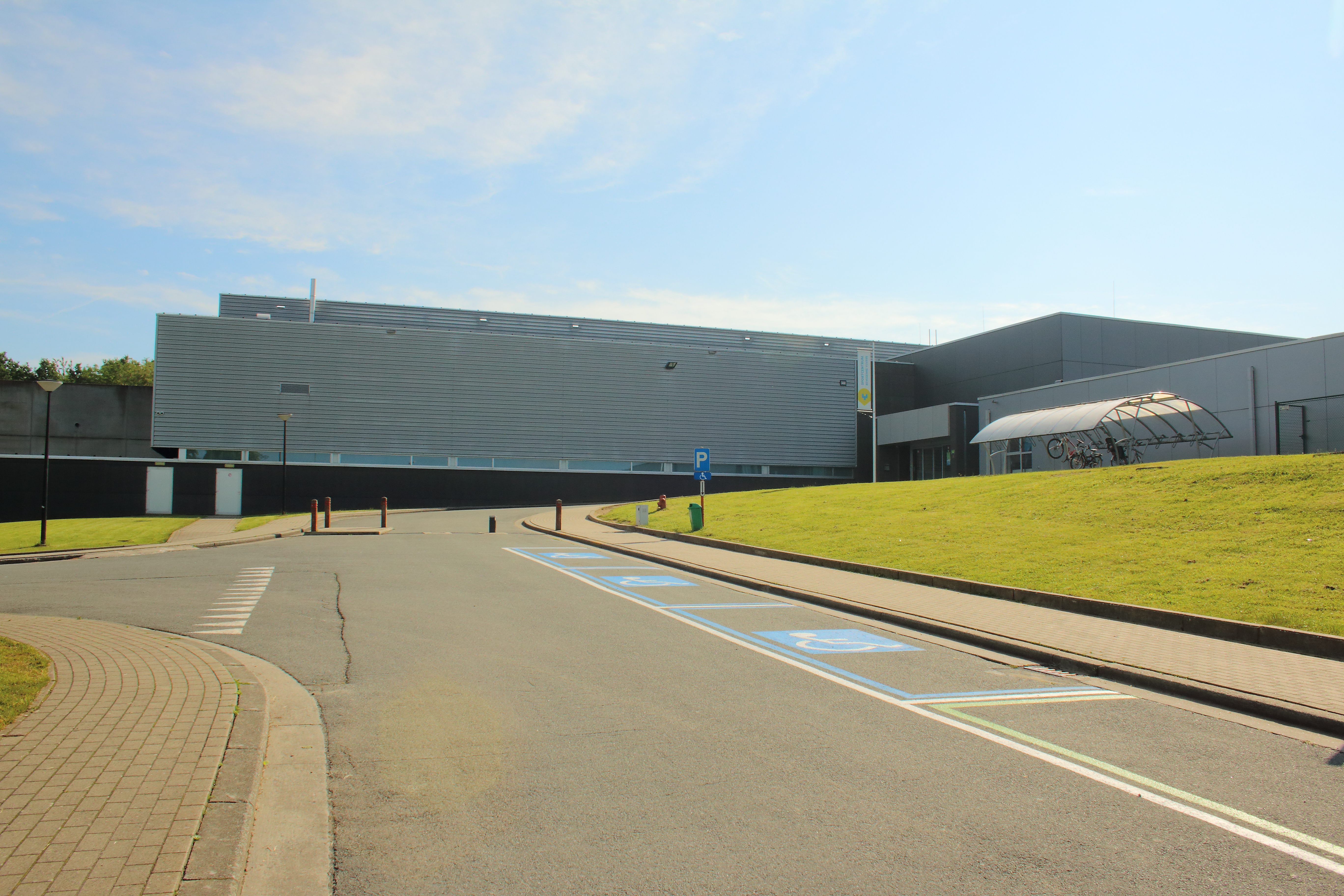
Stedelijk sportcentrum 'Bevegemse Vijvers'

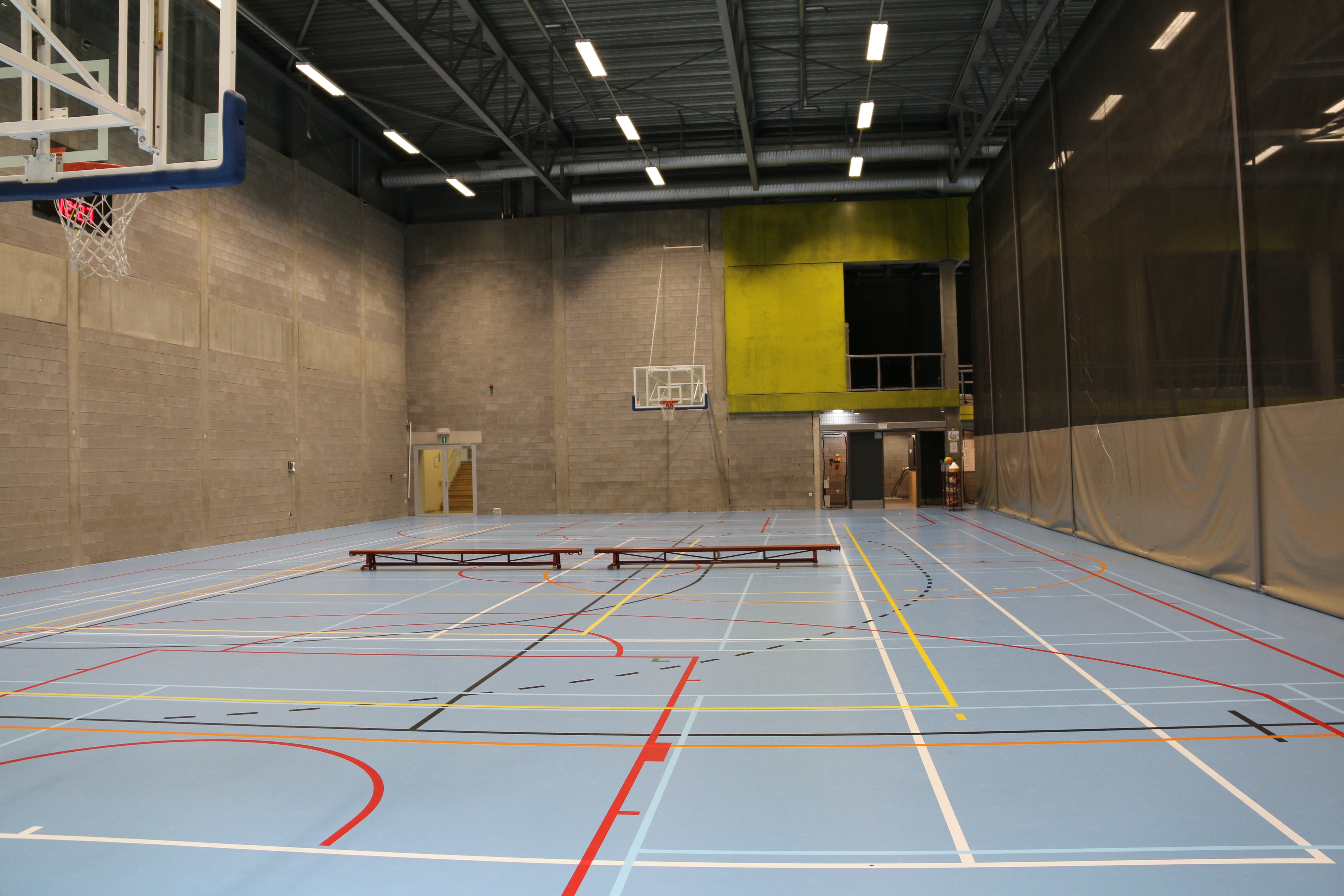
Stedelijk sportcentrum 'Bevegemse Vijvers'

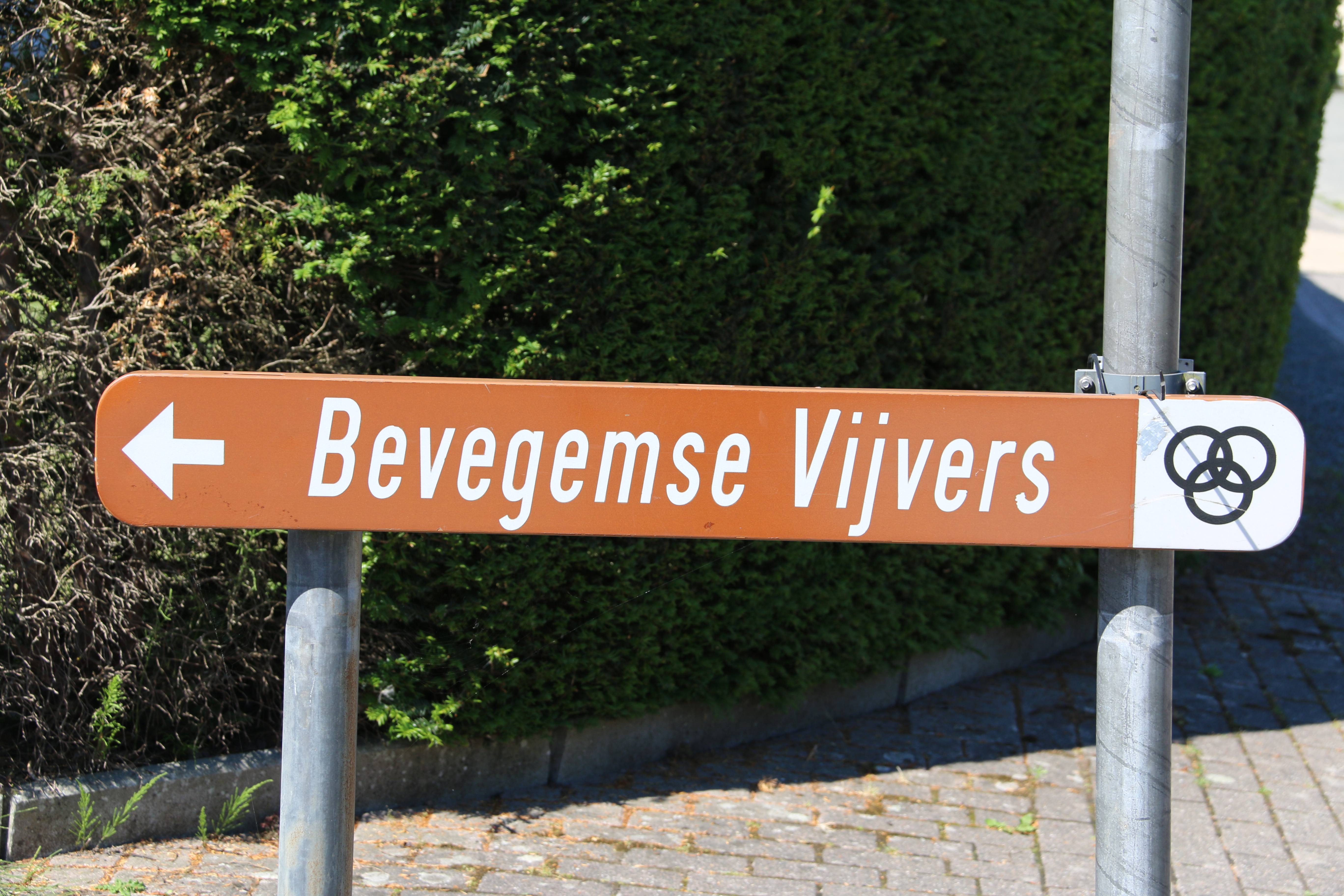

De Bevegemse Vijvers is het stedelijk sportcentrum van de Belgische stad Zottegem gelegen tussen de wijk Bevegem en Grotenberge. Het complex ligt op het adres Bevegemsevijvers 1 en sluit aan op het Domein Breivelde en het stedelijk sportstadion Jules Matthijs. De Bevegemse Vijvers omvatten het stedelijk zwembad met een cafetaria, een feest- en fuifzaal en enkele sportzalen die door verschillende sportclubs worden gebruikt. Met financiële steun van de provincie Oost-Vlaanderen werd er in 2006  een nieuw complex gebouwd met sportzalen, een feestzaal en een fuifzaal. Het zwembad werd gerenoveerd in 2009 en 2010.  Aan de Bevegemse Vijvers vertrekken de Sport Vlaanderen-mountainbikeroutes en de Sport Vlaanderen-looproutes door Domein Breivelde. Er liggen ook nog enkele voetbalterreinen, een Finse piste (sinds 2023 met een extra lus langs het Vogelzangbos), een baseballterrein, een fit-o-meter en een skatepark.
In en rond de Bevegemse Vijvers trainen verschillende sportclubs waaronder Zwemclub Labio-FIRST, TTC Egmont, Zottegem Bebops, turnclub EWB, Shotokan Karateclub Zottegem, RR Breivelde-Zottegem, Badmintonclub Zottegem en Rugby Club Zottegem, Hockeyclub Arcus Zottegem.
In 2021 werd in de fuifzaal het COVID-19-vaccinatiecentrum ingericht voor de gemeenten Zottegem, Brakel en Oosterzele.
Zottegem Atletiek organiseert jaarlijks op dit complex een nationale veldloop. Het festival Rock Zottegem wordt jaarlijks georganiseerd op een weide achter het complex; aan de Bevegemse Vijvers vinden ook jaarlijks het dancefestival Dance D-Vision en het folkfestival Bombelbas plaats.